# 百姓
百姓（ひゃくしょう）は、農業従事者（農家、農民）を指す語。そのほか、江戸時代における本百姓のことや、あかぬけない人や情趣を解さない人に対する侮蔑語でもある。
また、百姓（ひゃくせい）は、一般の人民や庶民を指す語。多くの役人または人民を指す漢語に由来する。これについては本項の#漢語としての語義と日本での変遷で説明する。
本項では、百姓の語義の変遷と共に日本史上における百姓ないし農民について記述する。西洋における農民（peasant）については「農民」を、現代の農業従事者については「農家」を参照されたい。

## 漢語としての語義と日本での変遷

### 中国
周代から春秋時代には、特に古来の「姫」や「姜」といった族集団名でもある「姓」を持つ卿士大夫層（宋代以降の科挙試験エリートを出す教養階層ではなく、古代の都市国家社会、部族社会の社会秩序を体現する族長階層）を示す語であった。その後、戦国時代の都市国家から領域国家、青銅器時代から鉄器時代へ向けての激しい人の移動を伴う社会変動で族集団が解体し、庶民でも持つ家族名である「氏」と本来の「姓」の混同が進み、庶民でもほとんど姓を持つとされるようになった。
そのため、百姓の語は「天下万民・民衆一般」を指す意味に転化した。民衆を意味する百姓は、『論語』・『易』など戦国時代に現在の形に編集されたと推定される書物から、頻見される。その後、今日まで意味が大きく変化することはなく、現在中国でも老百姓といえば、一般庶民（人民・大衆）のことを指す。

### 日本
日本においても当初は中国と同じ天下万民を指す語であった。しかし、古代末期以降、多様な生業に従事する特定の身分の呼称となり、具体的には支配者層が在地社会において直接把握の対象とした社会階層が百姓とされた。この階層は現実には農業経営に従事する者のみならず、商業や手工業、漁業などの経営者も包括していた。だが、中世以降次第に百姓の本分を農とすべきとする、実態とは必ずしも符合しない農本主義的理念が浸透・普及し、明治時代以降は、一般的に農民の事を指すと理解されるようになった。
なお、本来の意味で用いる漢文の読み下し及び日本の古代の用例には漢音と呉音の混交した「ひゃくせい」、日本の中世以降の用例には呉音の「ひゃくしょう」の読みを当てるのが慣例である。純粋に漢音で発音した場合は「はくせい」となる。日本固有の大和言葉では、「天皇が慈しむべき天下の大いなる宝である万民」を意味する、「おおみたから」の和訓がふられている。
以下に日本における百姓像の変遷を記す。

## 古代

### 律令国家
古代においては律令制のもとで戸籍に「良」と分類された有姓階層全体、すなわち貴族、官人、公民、雑色人（品部及び雑戸）が百姓であり、天皇、及び「賎」とされた無姓の奴婢などの賎民、及び化外の民とされた蝦夷などを除外した概念であった。百姓に属する民の主体であった公民は、平安時代初期までは古来の地方首長層の末裔である郡司層によって編成され、国衙における国司の各国統治、徴税事務もこの郡司層を通じて成された。
しかし8世紀末以降、律令による編戸制、班田制による公民支配が次第に弛緩、さらには弥生・古墳時代以来の地方首長層の地域編成力の没落と並行して首長層からの郡司の登用による民の支配と編成の機構は崩壊し、新たに富豪と呼ばれる産業経営に成功して富を蓄積した土着国司子弟、郡司、有力農民らに出自する者たちが私出挙によって多くの公民を私的隷属関係の下に置く関係が成立していく。

### 前期王朝国家
そのため、国衙は国司四等官全員が郡司層を介して戸籍に登録された公民単位に徴税を行うのではなく、筆頭国司たる受領が富豪層を把握して彼らから徴税を行うようになった。この変化は9世紀末の宇多天皇から醍醐天皇にかけての国政改革で基準国図に登録された公田面積を富豪層に割り当て、この面積に応じて徴税する機構として結実した。これによって10世紀以降、律令国家は王朝国家（前期王朝国家）に変質を遂げた。ここで公田請作の単位として再編成された公田を名田、請作登録者を負名（ふみょう）と呼び、負名として編成された富豪を田堵（たと）と呼んだ。こうして形成された田堵負名層がこの時代以降の百姓身分を形成した。百姓は蓄積した経営資源たる動産を背景にして請作面積に応じた納税責任を負うが、移動居住の自由を有する自由民であった。彼らの下に編成された非自由民に下人、従者、所従らがいた。
律令国家においては戸籍に登録された全公民が国家に直接把握の対象となりそれがすなわち百姓であったが、王朝国家においては国家が把握する必要を感じたのは民を組織編制して税を請け負う田堵負名層だけとなり、それがすなわち百姓となった。換言すれば、田堵負名層の下に編成された下人、従者、所従らは国家の関心の埒外となったとも言えよう。また、国家権力や領主権力が把握対象として関心を示す範囲の階層こそが百姓であるという事態は、以後の歴史においても基本線となっていくことに注目してよい。
前期王朝国家において、田堵負名層は在庁官人として国衙の行政実務に協力する一方で、しばしば一国単位に結集して朝廷への上訴や受領襲撃といった反受領闘争を行った。彼らの鎮圧や調停を担う軍事担当の実務官人として武士が誕生した。しかしこの時期の武士はまた、自らも田堵負名として軍人としての経済基盤を保証される存在であった。

### 後期王朝国家
11世紀半ばになると、朝廷の内裏造営などを目的とした臨時課税を目的に全国に一国平均役を課すことがしばしば行われるようになった。そのため非公認の荘園への課税を可能にするため、荘園の公認化と領域を統合する一円化が行われた。これによって体制は国衙が支配する公領と荘園が対等な権利主体として境界設定などで抗争する後期王朝国家へと変化する。これ以後の荘園と公領を単位とした社会構造を荘園公領制と呼ぶ。
百姓、すなわち田堵負名層は公領に属する者と荘園に属する者に分かれ、荘園公領間の武力抗争の当事者となった結果、前期王朝国家に見られたような一国単位に結集する闘争形態は急速に消滅した。
公認一円化した荘園からの一国平均役は荘官を通じて徴税されたが、それに対応して公領も新たに郡、郷、保単位の地域再編が行われ、徴税、警察、裁判責任者としての郡司、郷司、保司が置かれ、彼らを通じて徴税が行われた。荘官、郡司、郷司、保司は荘園公領間の武力抗争に耐えうる人物が期待されるようになり、古来の郡司一族が失脚して武士がその任に当てられることが多くなっていく。こうして荘官、郡司、郷司、保司の資格のもと、武士が在地領主として国内百姓の支配を行う形が確立する。

## 中世
治承・寿永の乱によって源頼朝が鎌倉殿となり鎌倉幕府を開くと、鎌倉殿に臣従した武士である御家人をこれまでの郡司、郷司、荘官に代えて地頭に任命した。彼らは御家人としては鎌倉殿に奉仕し、地頭としては従来の郡司、郷司、荘官の任を引き継いで、徴税、警察、裁判の責任者として国衙と荘園領主に奉仕した。この体制下で荘園と公領の軍事衝突は収束を迎えた。荘園と公領は前代に引き続き名田に分割編成され、百姓はこの名田の名主に補任（ぶにん）されて年貢（ねんぐ）、公事（くじ）、夫役（ぶやく）の納入責任を負った。名主百姓はさらに小百姓、小作人、間人（もうと）といった領内下層民に対する支配権である名主職を有し、これを世襲した。また室町時代の教科書に相当する庭訓往来には「公家廿氏、武家八十氏の末裔、下りて庶民と成るの間、百姓と云う。神武天皇の太子、四人有り。刹利、波羅門、毘沙、殊陀と号す。刹は今の公家也。波は武家、毘は商人、殊は百姓也。」と注釈があり、当時の時代思想を背景とした内容であるが、職人が出てこないのが注目される。

## 近世

### 定義
百姓を農民と同義とする考え方が日本人の中に浸透し始めたのは江戸時代だった。江戸中期の儒者伊藤東涯はその著書の中で｢農ハ百姓ノコト也｣と記し、農夫に「ヒヤクセウ」という訓をつけている。
江戸時代には、(1)田畑と(2)家屋敷地を所持し（検地帳名請人）、(3)年貢と(4)諸役の両方を負担する者を百姓（本百姓・役家）とした（「初期本百姓」）。なお、百姓は戦時においては小荷駄などを運搬する(5)陣夫役を負担する者とされた。しかし、初期・前期の村落内では前代を引き継ぐ階層差が大きく、(1)(2)(3)(4)(5)のどれかを欠く家（小百姓あるいは多様な隷属民）も多数存在していた。役家制の地域では、賦役を負担する量や種類によって、本役・半役・四（小）半役・水役などに分かれている場合もある。

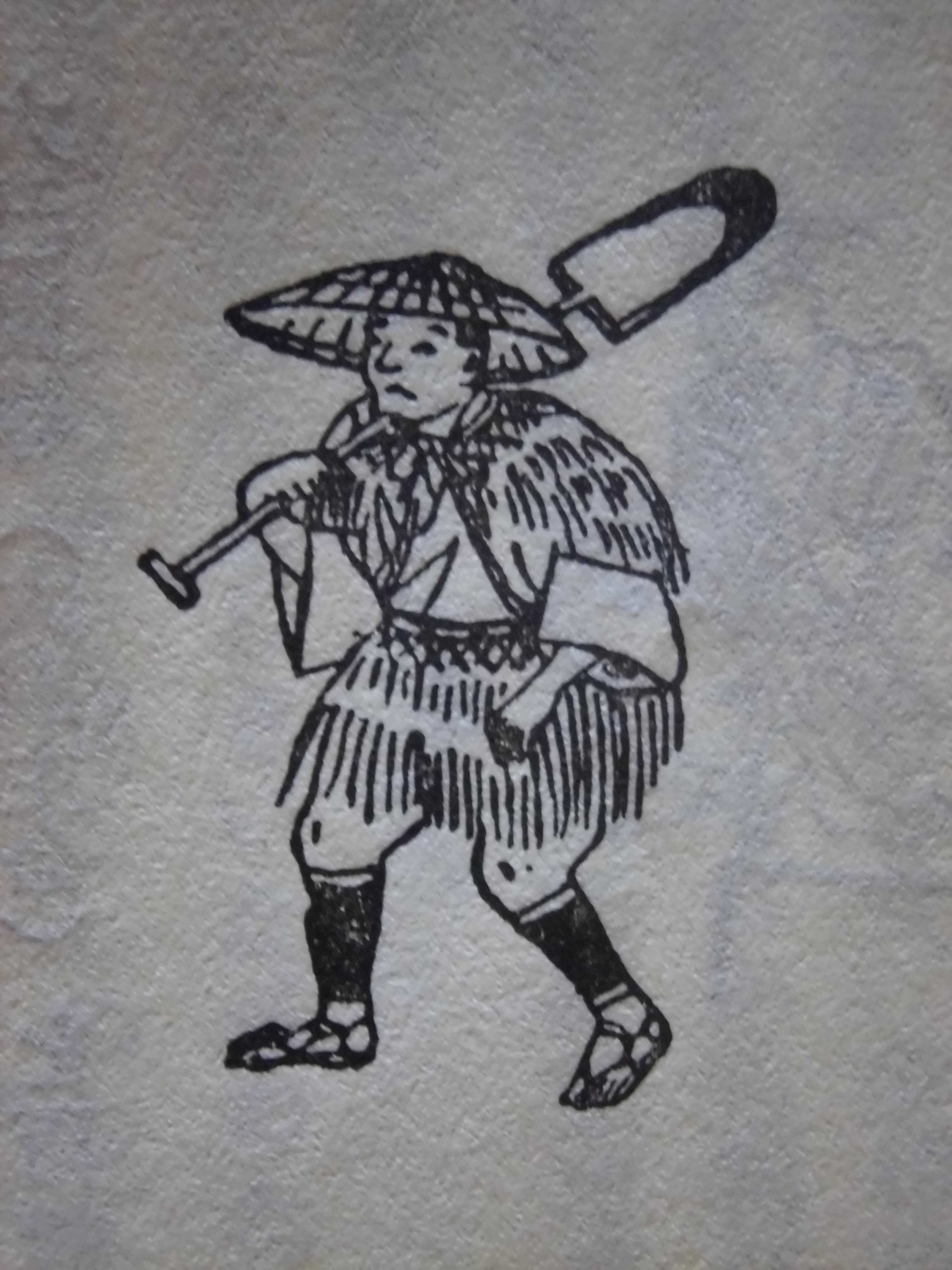
百姓（俗に農人という）
（『和漢三才図会』（正徳2年（1712年）成立）より）

### 変遷
江戸幕府をはじめとした領主は、このような本百姓数の維持増加に努め、平和が続いたことによる社会の安定化によって耕地の開発も進んでいった。次第に本百姓の分家や隷属民の「自立」化が進み、17世紀の半ば以降には、村請制村落が確立していき、(1)田畑や(2)家屋敷地を所持する高持百姓が本百姓であると観念されるようになった。初期本百姓が村内で持つ影響力に依拠しなければ年貢諸役を集めることが難しかったが、村請制に依拠できる体制が完成したと評価することもできる。
しかし、原理的には(1)(2)(3)(4)(5)の条件は貫徹していた。例えば、村落に住む穢多と称される者の中には、高持の者がいた。彼らはその持高に応じた(3)年貢と(4)諸役（の一部）を負担したが、(5)陣夫役は負担しないので、百姓ではなかった。また、山村や海付村落には(1)田畑のない村落（集落）も存在した。そのような村でも(2)家屋敷地は必ずあり、それらを所持する高持百姓が本百姓とされた。
江戸時代中後期の社会変動によって、百姓内部での貧富の差が拡大していくようになる（「農民層分解」）。高持から転落した百姓は水呑百姓や借家などと呼ぶようになった。その一方で富を蓄積した百姓は、村方地主から豪農に成長していった。また、村役人を勤める百姓を大前百姓、そのような役職に就かない百姓を小前百姓と呼ぶようになった。

### 多様な生業
実際の村落には多様な生業を持つ者が住んでいた。百姓＝農民というイメージは江戸時代から続く古い俗説であるが、実際には現代の「兼業農家」よりも広い生業を含んでいる。
- 諸職人
  - 大工・鍛冶は、職人身分に属する者が営む場合、水呑・借家あるいは百姓が営む場合、があった。
  - 木挽・屋根屋・左官・髪結い・畳屋は、水呑・借家あるいは百姓が営んだ。
- 宗教者
  - 神職：江戸時代においては、吉田家と白川家（伯家）が本所として全国の神社・神職を配下にしようと争奪しあう状況にあった。しかし、幕末に至っても両家による全国編成は完了せず、百姓身分のまま神職を勤める「百姓神主」がかなりの割合で存在していた。神職身分を獲得したい百姓神主と百姓身分に留めたい村落側との意向が異なる場合があり、百姓神主と村落とが裁判を繰り返すこともあった。その一方で、本所の配下になることを忌避する百姓神主も存在した。
  - 僧侶：すべて僧侶身分である。
  - 修験
- 雑芸民
- 医者：水呑・借家あるいは百姓が営むことが多かった。しかし、領主との関係、あるいは出自などの由緒によって「浪人」として扱われる場合もあった。
- 商人：水呑・借家あるいは百姓が営んだ。江戸時代には商人身分は存在せず、士農工商の「商」は町人を指した。
- 漁民：水呑・借家あるいは百姓が営んだ。江戸時代には「漁民」身分は成立しなかった。

以上のように、村落にはさまざまな生業で生計を立てている者たちが存在していた。彼らがどの身分集団に属するのかは、身分集団を編成する本所の動向、身分集団自体の成熟度に左右されることがわかる。その生業の種類とともに、時期と地域による差も大きかったのである。

## 近代

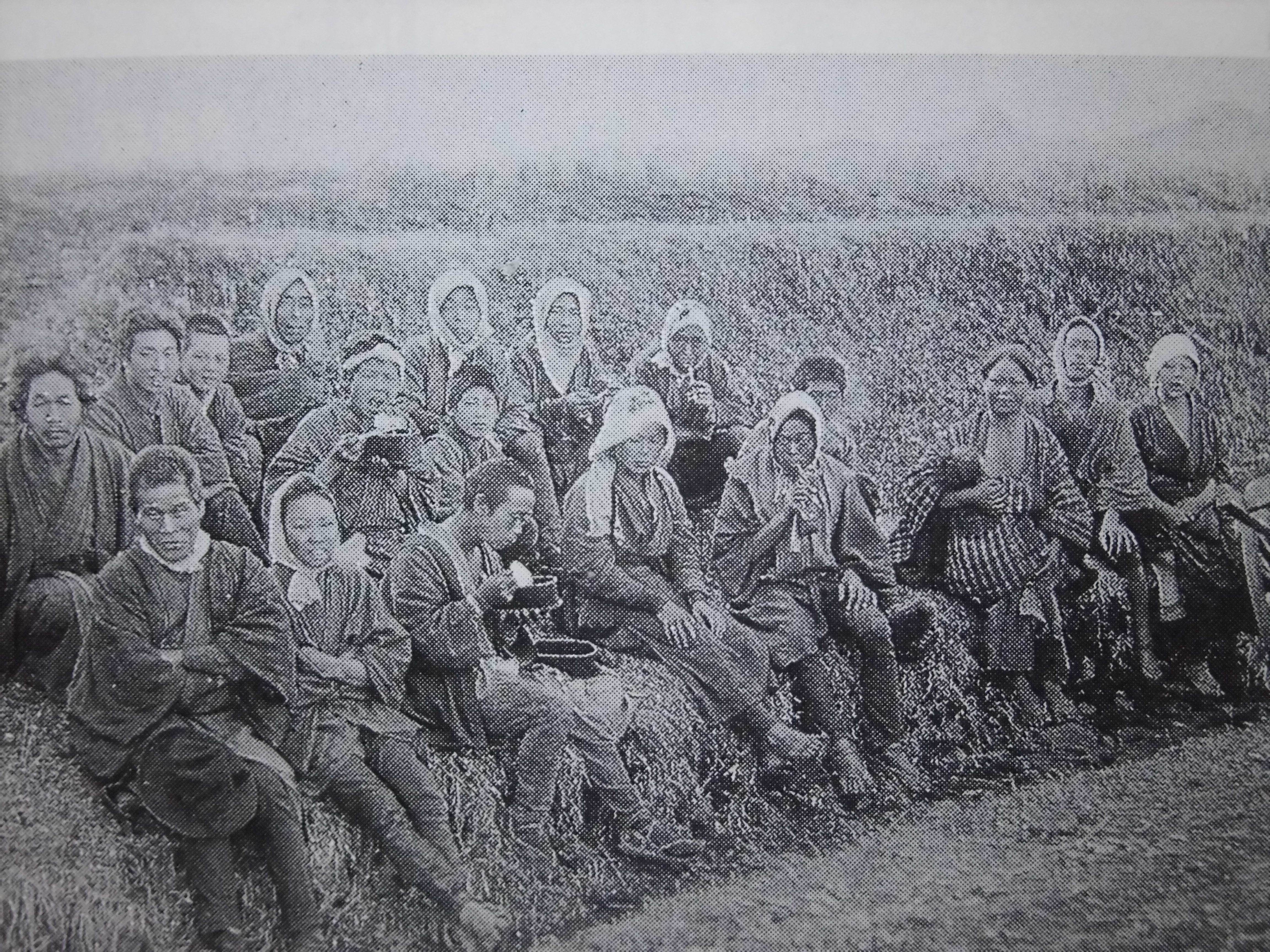
明治時代初期の農民たち

前述のように、百姓は農業以外の複数の生業を持つ事で家計を維持してきたが、明治時代になり国策として近代的な紡績が行われるようになると、百姓の副業として養蚕が盛んに行われるようになった。その後、物流が発達し、都市に人口が集中するようになると、食の需要を満たすために養鶏や単一種類の野菜の栽培などが副業となった。戦間期までには日本の各地で、それまでさまざまに行われてきた生業が農業に集約され、百姓は農家へと変化していった。

### マルクス経済学における農民の階層区分
1. かなり大きな農業経営を、しばしば農外の営業、山林所有などとも結びつけ、家族労働力だけでなく、一定の雇用労働力を恒常的に雇い入れ、搾取の可能性をもつ最上層のいわゆるブルジョワ的農民としての富農。
2. 通常的にはその農業収入だけで生活をようやく維持し、雇い雇われる関係が多少あっても、ほぼ相殺する程度のいわゆる小ブルジョワとして典型的な、しかも上向と零落の分岐点に立つ、きわめて不安定な存在である中農。
3. 農業経営を行なうが、きわめて零細なため、生計補充の賃労働収入ないしそれに類似の勤労収入を不可欠とする、いわゆる半プロレタリアの農民である貧農。
4. 耕地をまったくもたないか、あってもごくわずかで、その生活を主として農業内外の賃労働によって維持するいわゆるプロレタリア（無産者）としての性格をもった農村労働者[7]。